# Smaltit
Smaltit (prema smalta, kobaltno modro staklo, od tal. smalto) je kubični mineral, kobaltov arsenid, CoAs2. Važan je za dobivanje kobalta. Vezan je uz ostale kobaltne i uz neke niklene i srebrne rude koje su nastale hidrotermalnim procesima.

## Smalt
Smalt je pigment i nađen je u obojenom staklu ranih kultura. U europskom slikarstvu veći značaj dobiva tek početkom 17. stoljeća. Smalt, kalijevo staklo obojeno kobaltovim oksidom je svijetlo plavo obojen. Izrazito je proziran. Blijedi u dodiru s ugljičnom kiselinom. Zamijenjen je kvalitetnijom kobaltnom plavom i ultramarinom.